# Serge Herz
Pour les articles homonymes, voir Herz.
Serge Herz (né le 24 décembre 1983 à Miass en Russie) est un coureur cycliste allemand. 

## Palmarès
- 2008
  - 3e étape du Grand Prix Chantal Biya
  - 3e étape du Cycling Golden Jersey 
  - 3e de l'International Grand Prix Losail

## Classements mondiaux
| Année           | 2009 | 2010 | 2011 | 2012 | 2013 | 2014 | 2015 |
| --------------- | ---- | ---- | ---- | ---- | ---- | ---- | ---- |
| UCI Africa Tour | 81e  |      |      | 100e | 169e |      | 212e |
| UCI Asia Tour   | 85e  |      |      |      |      |      |      |